# Cybook Opus

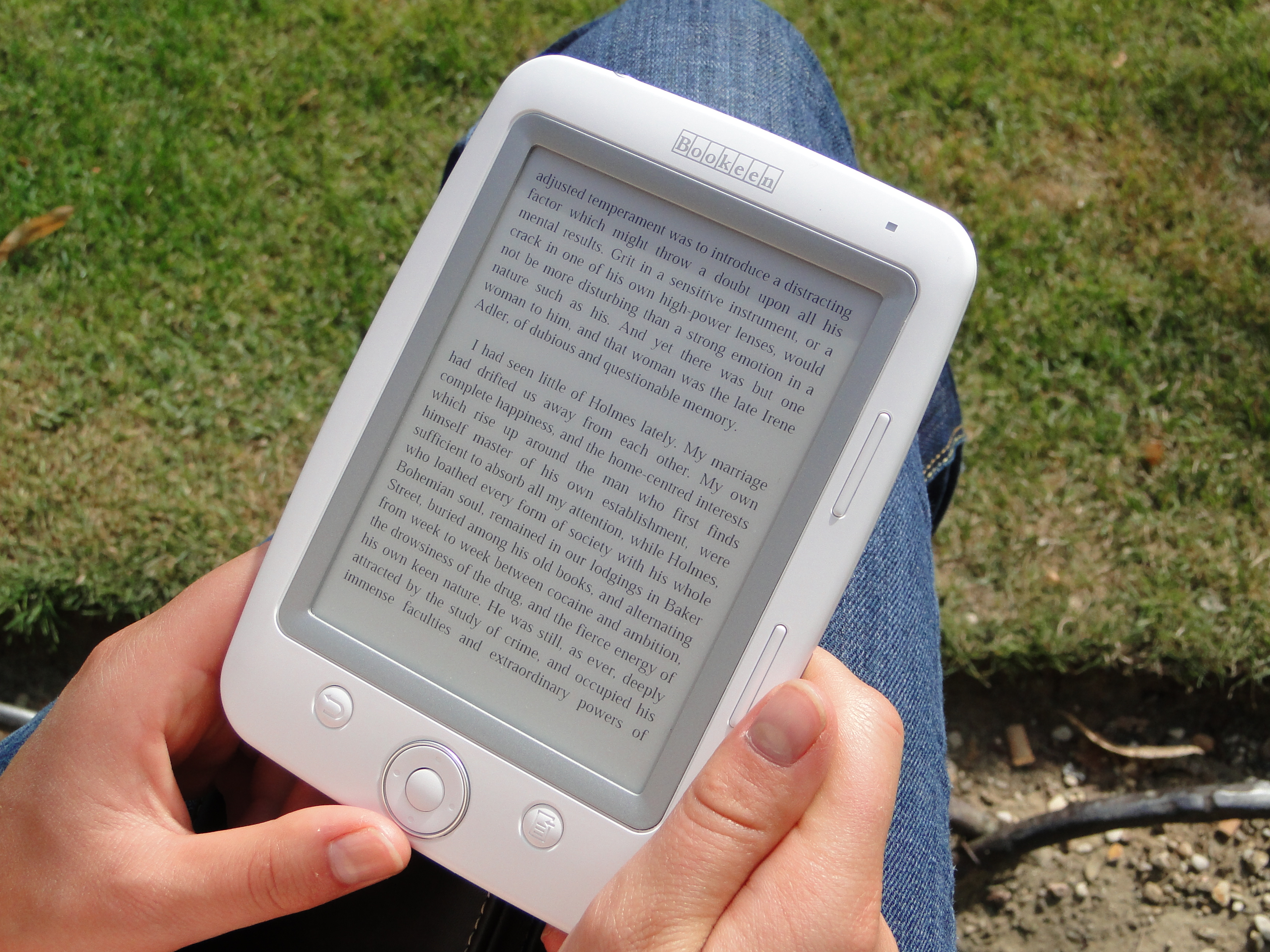
En Cybook Opus.

Cybook Opus är en portabel e-boksläsare tillverkad av det franska företaget Bookeen som använder sig av elektroniskt papper-teknik.
Cybook Opus använder sig, som andra e-boksläsare, av E Ink-teknologi, vilket skapar en papperslik kontrast och gör att man kan läsa på skärmen även i direkt solljus. För en dator fungerar Cybook Opus som en USB-lagringsenhet och fungerar därför under alla större operativsystem.
Cybook kör Linux som operativsystem och bokplattan baseras till stora delar på öppen källkod. 
- Skärmstorlek: 5"
- Upplösning: 600 x 800 punkter och 200 dpi
- Fyra gråskalor
- Mått: 107 x 158 x 9,5 mm
- Vikt: 150 g